# Epidesma albicincta
Epidesma albicincta là một loài bướm đêm thuộc phân họ Arctiinae, họ Erebidae.